# Rodney Stone
Rodney Stone ist ein historischer Roman des britischen Schriftstellers Arthur Conan Doyle, der 1896 bei Simth, Elder Co. in London veröffentlicht wurde.

## Handlung
Rodney Stone, Titelheld der Geschichte, fungiert auch als Erzähler. Er wächst in dem kleinen Dörfchen Friar’s Oak als Sohn eines Marineoffiziers auf, der aufgrund der napoleonischen Kriege kaum zu Hause ist. Rodneys bester Freund heißt Jim Harrison und lebt bei seinem Onkel, dem Dorfschmied, der früher ein berühmter Faustkämpfer war. Als Rodney die Schule beendet, wird er von seinem Onkel Charles Tregellis in die Londoner Gesellschaft eingeführt. Tregellis ist nicht nur ein Dandy und Modetrendsetter, sondern auch ein Gönner des Faustkampfes. Er lässt sich auf eine Wette mit dem zwielichtigen Sir Lothian Hume ein, der behauptet, dass es niemand mit seinem Faustkämpfer Crab Wilson aufnehmen könne. Auf der Suche nach einem aussichtsreichen Kandidaten wird Tregellis schließlich in Jim Harrison fündig. Am Vorabend des Kampfs verschwindet Jim jedoch auf mysteriöse Weise, woraufhin sein Onkel für ihn einspringt. Als sich ein Sieg des Schmieds abzeichnet, lässt Hume den Ring von seinen Spießgesellen sprengen, um den hohen Wetteinsatz nicht zu verlieren.
Der in Geldnöten steckende Hume hat überdies seit längerem ein Auge auf das Erbe seines Cousins, Lord Avon, geworfen. Avon, der spurlos verschwunden ist, seit man ihm den Mord an seinem Bruder anlastet, muss aber erst offiziell für tot erklärt werden, bevor Hume das Erbe antreten kann. Später kommt heraus, dass Avon sich seit Jahren in seinem alten Anwesen Cliffe Royal bei Friar’s Oak versteckt hält, und als er erfährt, dass Jim, sein leiblicher Sohn, sich im Ring messen soll, was sich für einen Adeligen nicht ziemt, lässt er ihn entführen und zu sich bringen, um ihm seine wahre Identität zu enthüllen. Allmählich wird auch der Mord an Avons Bruder aufgedeckt: Avons ehemaliger Diener war Zeuge des Verbrechens, dessen Urheber niemand anders als Sir Lothian Hume ist, der am Ende seiner gerechten Strafe zugeführt wird.
Während Rodney in die Fußstapfen seines Vaters tritt und sich zur Kriegsmarine meldet, erbt Jim den Titel seines Vaters und wird Herr über das Anwesen von Cliffe Royal.

## Hintergrund
Der sorgfältig recherchierte Roman führt den Leser ins Milieu der Faustkämpfer im England zu Beginn des 19. Jahrhunderts, während im Hintergrund die napoleonischen Kriege wüten. Mehrere historische Personen haben einen Auftritt, so etwa Admiral Nelson, Beau Brummell, der Prince of Wales und eine ganze Reihe Faustkämpfer, die damals in der Bevölkerung Starstatus genossen.
Der Sport steht im Mittelpunkt des Romans, und das Ideal des Fair Play spiegelt die Haltung des Autors wider, der sich in seinen Memoiren wiederholt für diese typisch englische Eigenschaft starkmacht. Allerdings deutet die Sabotage des Ringkampfs darauf hin, dass sich dieser Sportsgeist an der Wirklichkeit messen muss und ihm durchaus etwas Utopisches anhaftet.

## Wirkungsgeschichte
Obschon der Autor selbst das Werk für eines seiner besten Bücher hielt, gehört es zu Doyles am wenigsten bekannten Romanen. Es wurde 1913 unter dem Titel The House of Temperley von Harold M. Shaw verfilmt. Die deutsche Erstübersetzung ist 2015 im Verlag 28 Eichen erschienen.